# Сражение при Эгоспотамах
Сражение при Эгоспотамах (405 год до н. э.) — последняя битва афинского и спартанского флотов во время Пелопоннесской войны. Это сражение окончательно решило исход войны в пользу Спарты.
В 406 году до н. э. исход войны всё ещё не был ясен. Афиняне смогли сплотиться после катастрофы на Сицилии и одержать ряд побед над спартанцами. В ходе кампании 411—408 годов до н. э. афинский флотоводец Алкивиад вернул под контроль Афин стратегически важный регион Черноморских проливов, через которые в Афины перевозился хлеб. В 406 году до н. э. афиняне одержали последнюю крупную победу в битве при Аргинусских островах.
Афинский флот, базировавшийся на Самосе, по-видимому, был неактивным в течение года после битвы при Аргинусах, вероятно, из-за отсутствия средств для выплаты жалованья морякам. В 405 году до н. э. спартанский флотоводец Лисандр двинулся к проливу Геллеспонт с целью перехвата торговых судов, идущих в Афины из Чёрного моря. Афиняне последовали за ним в Геллеспонт и расположились у реки Эгоспотамы. Им было совершенно необходимо победить спартанский флот, так как Лисандр перерезал жизненно важный для афинян торговый путь из Чёрного моря в Эгейское, по которому в Афины доставлялся хлеб.
После нескольких дней противостояния, когда противники не вступали в бой, Лисандр воспользовался утратой бдительности афинян и внезапно атаковал. Афинский флот был почти полностью уничтожен. Силы Афин были исчерпаны — не осталось ни флота, ни воинов, ни денег, ни надежд на спасение. Вскоре войска пелопоннесцев под командованием обоих спартанских царей и их флот окружили Афины и после многомесячной осады принудили город к капитуляции, завершив тем самым Пелопоннесскую войну.

## Предыстория
Последний период Пелопоннесской войны — Декелейская, или Ионийская война — стал очень тяжёлым для Афин. В полисе сложилась кризисная ситуация, которая обуславливалась несколькими факторами. Военные поражения, теперь следующие друг за другом, негативно сказывались на внутренней обстановке в государстве. В 413 г. до н. э. в Афины пришла весть о разгроме афинского войска и флота на Сицилии. Спартанцы заняли Декелею в Аттике и превратили её в свой постоянный плацдарм на территории противника. Почувствовав слабость Афин, из Афинского морского союза стали один за другим выходить её члены (Хиос, Милет, Эвбея и другие). К тому же в Афинах царили дезорганизация и растерянность. В Эгейском море появился и стал поддерживать отпавших афинских союзников созданный на персидские деньги сильный спартанский флот.
В этих очень тяжёлых условиях афиняне проявили незаурядную выдержку, хладнокровие и государственную мудрость. В 411 году до н. э. олигархические гетерии организовали государственный переворот, в результате которого власть в Афинах перешла к олигархическому Совету Четырёхсот. Этот режим продержался недолго и в конце года был заменён на умеренную олигархию, а позднее была полностью восстановлена демократия. Также командующим афинским флотом в Ионии становится Алкивиад, одержавший ряд побед над спартанцами, в результате которых Пелопоннесская война была на грани перелома, а перевес оказался на стороне Афин. В городе Хрисополь Алкивиад учредил таможню для взимания десятипроцентной пошлины с кораблей, идущих из Чёрного моря в Эгейское. Благодаря этому Афины получили новый источник доходов. К 407 году до н. э. Черноморские проливы были полностью очищены от спартанских и персидских сил. Таким образом, афиняне восстановили контроль над этим стратегически важным регионом.
Весной 407 года до н. э. Алкивиад со всем блеском прибыл в Пирей во главе победоносного флота. Вскоре он был избран стратегом-автократором — главнокомандующим сухопутных и морских сил с неограниченными полномочиями. Народ требовал от него ещё более крупных побед, однако Алкивиад был стеснён в финансовых средствах. Ему приходилось часто отлучаться на поиски денег для выплаты жалованья морякам. В 406 году до н. э., отправляясь за жалованьем, Алкивиад оставил командующим флотом Антиоха, приказав ему не вступать в бой со спартанцами. Тот нарушил приказ и потерпел небольшое поражение от спартанского наварха Лисандра в сражении при Нотии. Узнав об этом, Алкивиад вернулся на Самос и попытался дать Лисандру новый бой, чтобы взять реванш, но тот остался в гавани. В Афинах он был обвинён в поражении, и, опасаясь гнева народа, решил отправиться в изгнание на Херсонес Фракийский.
Вместо Алкивиада афиняне избрали шестерых стратегов. Им удалось одержать решительную победу в битве при Аргинусских островах, в которой спартанцы потеряли больше половины кораблей, а их военачальник Калликратид погиб. После боя стратеги с основными силами приступили к новой операции, а триерархам Ферамену и Фрасибулу поручили выполнить важный религиозный долг: собрать в водах трупы погибших сограждан, чтобы доставить их в Афины для должного погребения. Разразившаяся буря помешала, однако, им это сделать. Чтобы спастись от немилости демоса, триерархи решились на опережающий ход: или вернулись в Афины раньше стратегов, или как-то доставили послание в Афины об этом, развернув деятельность по обвинению стратегов в своей неудаче.
Афинские стратеги, разбившие при Аргинусах спартанский флот, были отстранены от должностей и оказались обвиняемыми в неоказании помощи гибнувшим согражданам. Шесть стратегов вернулись в Афины, надеясь оправдаться. Там они были осуждены на смерть, несмотря на возражения Сократа, входившего в состав судей. Согласно же Диодору, стратеги первыми обвинили Ферамена и Фрасибула, отправив письма в Афины.
Афинский флот, базировавшийся на Самосе, по-видимому, был неактивным в течение года после битвы при Аргинусах, вероятно, из-за отсутствия средств для выплаты жалованья морякам. В отчаянии афиняне, согласно Ксенофонту, даже приняли в народном собрании постановление о том, чтобы всем захваченным пленным отрубали правую руку (или только большой палец, по Плутарху), чтобы они не могли больше грести. Афиняне, согласно Диодору, назначили главнокомандующим Филокла и отправили его на Самос, к Конону. Назначенные флотоводцы, за исключением Конона, были неопытными в морской войне.
Между тем ионийские союзники Спарты отправили послов с просьбой назначить навархом Лисандра. Однако по спартанским законам одно и то же лицо не могло дважды занимать пост наварха. Чтобы не нарушить букву закона, эфоры навархом назначили другого человека, Арака, а Лисандра назначили эпистолеем, помощником наварха. Формально Лисандр был рангом ниже Арака, но при этом реально командовал флотом именно он. В отличие от афинян, у Лисандра не было финансовых проблем благодаря поддержке персов и лично наместника Ионии Кира Младшего. Лисандр захватил союзный афинянам город Кедры, а его жителей продал в рабство. После возвращения на Родос спартанский флотоводец, согласно Диодору, даже совершил рывок к Аттике. С Родоса Лисандр двинулся к Геллеспонту с целью перехвата торговых судов, идущих в Афины из Чёрного моря, и для того, чтобы захватить оставшиеся верными афинянам города. Узнав об этом, афиняне отплыли от Хиоса.
Лисандр же из Абидоса поплыл в союзный афинянам Лампсак, штурмом взял его и разграбил. С гарнизоном спартанский флотоводец заключил перемирие, позволив уйти, а свободным гражданам оставил свободу. Афинские силы были у Элеунта (Элея), когда пришло известие о том, что Лампсак пал. После этого они отплыли в Сест, а оттуда к реке Эгоспотамы, где и встали лагерем — по другую сторону пролива от захваченного спартанцами Лампсака. Афинянам было совершенно необходимо одержать победу, так как спартанский флот перерезал жизненно важный для афинян торговый путь из Чёрного моря в Эгейское.

## Силы сторон

### Афиняне
Афиняне прибыли к Эгоспотамам на 180 триерах. В составе флота был и государственный корабль «Парал». На каждой триере было около 200 человек, из которых 20 были гоплитами или командирами, а остальные были гребцами. Гоплиты и командиры были афинскими гражданами, набранными из всех слоёв населения. Гребцы преимущественно были наёмниками. Несмотря на тяжёлые потери в Пелопоннесской войне, афиняне всё ещё были в состоянии содержать флот в приемлемом состоянии, хотя всё больше рассчитывали на наёмников. В этом была серьёзная опасность для Афин, так как лояльность наёмников зависела от количества денег и регулярности выплаты жалованья. Война не прекращалась, и афиняне стали испытывать серьёзные финансовые затруднения. Поэтому спартанцы, благодаря персидскому золоту, имели возможность переманить наёмных гребцов с афинских кораблей на свои.
Афинским флотом командовали по меньшей мере шесть стратегов: Конон, Филокл, Менандр, Тидей, Адимант и Кефисодот.
- Конон был самым опытным из флотоводцев. В 413 году до н. э. он командовал афинской эскадрой в Навпакте. По политическим взглядам он был сторонником демократии и после падения режима Четырёхсот в 411 году до н. э. был избран стратегом[27].
- Неизвестно, был ли опыт ведения войны на море у Филокла. Впервые он был избран стратегом после битвы при Аргинусах в 406 году до н. э.[15] Он описывается как демагог, который «бесчестным плутом был, да острым на язык»[28].

- Менандр командовал афинским флотом на Сицилии и вместе с другим командующим Эвфидемом принял безрассудное решение вступить в бой с коринфянами, что привело к поражению афинян и большим потерям (414 год до н. э.)[29]. Неудачными были и его действия при Сиракузах в сентябре 413 года до н. э.[30]
- Тидей был сыном Ламаха, погибшего на Сицилии. Он был врагом Алкивиада, которого, возможно, считал виновным в гибели отца[30].
- Ничего не известно о Кефисодоте.
- Адимант был другом Алкивиада, состоял в кружке Сократа и, возможно, благодаря Алкивиаду избирался стратегом в 408—407 году до н. э.[30]

Историки К. Эрхардт и Г. Уайли предполагают, что был и седьмой командующий, Эрисимах. Это предположение основано на одной из речей Лисия. По тексту можно заключить, что Эрисимах был не простым участником битвы, а одним из флотоводцев. Отсутствие упоминания Эрисимаха в других источниках не обязательно означает, что он не участвовал в битве. Это может быть объяснено его незначительной ролью в битве. Эрисимах в речи Лисия говорит об одном из своих триерархов, из чего был сделан вывод, что он был старше по званию. Д. И. Рэнкин отождествляет его с врачом из Симпозиума Платона, а его отца, Акумена, с одним из подозреваемых в деле о профанации мистерий в 415 году до н. э. Если так, то он был членом сократического кружка и другом Алкивиада.
Все командующие были равны по званию и командовали поочерёдно по дню. Преимущество такой системы в совокупном опыте стратегов, а к недостаткам можно отнести возможные разногласия и соперничество. Возможно, политическое соперничество между ними продолжалось и в ходе кампании.

### Спартанцы
О спартанском флоте известно гораздо меньше. Данных о численности спартанских кораблей в античных источниках не приводится. Ксенофонт писал, что после битвы у Лисандра был флот из 200 кораблей. Во время битвы, вероятно, у него было примерно столько же кораблей, как и у афинян. По мнению американского историка Дональда Кагана, если бы Лисандр имел значительно меньше судов, чем афиняне, то остался бы в гавани Лампсака и не принял бы бой. Он оценивает количество спартанских кораблей от 125 до 150. Номинально навархом был Арак, но реальное командование осуществлял Лисандр.
Политическая карьера Лисандра началась с назначения его навархом в 407 году до н. э. Судя по всему, это выдвижение было связано с его исключительными военными и дипломатическими способностями. Лисандру удалось установить дружественные связи с персидским наместником Киром Младшим и заручиться личной поддержкой ионийских олигархов. Его главными политическими достижениями стали союз с Киром и объединение олигархического движения в Ионии. В результате победы при Нотии он добился отставки Алкивиада. Когда в 406 году до н. э. был назначен новый наварх, Калликратид, Лисандр максимально затруднил его положение. С помощью лично преданных людей из олигархических кругов Ионии постарался создать в обществе отрицательное мнение о Калликратиде. Одним из лозунгов друзей Лисандра было обращение к спартанскому правительству с требованием отменить сменяемость навархов. Таким образом, афинянам противостоял опытный флотоводец и дипломат, обладающий поддержкой олигархических кругов Ионии и персидского наместника Кира Младшего.

## Место битвы
Несмотря на своё историческое значение, сражение при Эгоспотамах не было предметом тщательного топографического исследования. Согласно античным источникам, Эгоспотамы были пляжем без гавани или города, находившимся напротив Лампсака на расстоянии от него, согласно Ксенофонту, 15 стадий (2,7 км). Предположительно, там была небольшая деревня, а город появился только в конце IV века до н. э.
Согласно Страбону, жившему в I веке до н. э., небольшой город у Эгоспотам существовал, но позднее исчез. Он, вероятно, находился в районе современной турецкой деревни Сютлюдже, в 10 км к юго-западу от города Гелиболу. Сютлюдже находится между двумя долинами, по которым три речки текут к морю. На юго-западе это поток Каракова-Дере, на северо-востоке — Козлу-Дере и Буйюк-Дере, воды которых соединяются в 500 метрах от моря и текут в Геллеспонт. Каракова-Дере традиционно отождествляется с Эгоспотамами. В Сютлюдже пока не было найдено античных предметов, поскольку археологические раскопки не проводились; несмотря на то, что в устье Каракова-Дере, где, предположительно, было поселение, и находили античные предметы, есть некрополь, никаких следов города не обнаружено.
Дж. Ф. Боммелаэр указывает, что античные авторы пишут «Эгоспотамы» (др.-греч. Αἰγὸς Ποταμοί), а не «Эгоспотамос» (др.-греч. Αἰγὸς Ποταμος; в единственном числе), что позволяет предположить, что под этим понималось что-то большее, чем одна река. Он помещает место битвы в устье реки Буйюк-Дере. В этом месте находятся два водных потока, пляж для триер, и оно прямо противоположно Лампсаку. Кроме того, в Козлу-Дере и Буйюк-Дере были найдены античные предметы. Однако течение этих потоков в течение 24 веков, прошедших со времени сражения, могло измениться, как и пляж в устье Буйюк-Дере.
Ксенофонт, вероятно, ошибается, когда говорит, что «Геллеспонт имеет в этом месте около пятнадцати стадий ширины» (около 2,7 км), потому как расстояние было больше и до устья Буйюк-Дере (4,5 км), и до Сютлюдже (3,8 км), и до Каракова-Дере (3,3 км). Топографические особенности сыграли важную роль в победе Спарты, так как в античных источниках говорится о быстроте, с которой Лисандр выступил на триерах и застал афинян врасплох.

## Противостояние при Эгоспотамах
Версии событий, приведших непосредственно к битве, в описаниях Ксенофонта и Диодора существенно различаются. Афиняне вынуждены были оставаться на месте, чтобы не терять Лисандра из виду. У афинян, очевидно, начались проблемы с продовольствием. Хотя они и запаслись хлебом в Сесте, вскоре продовольствия стало не хватать, и афиняне вынуждены были ежедневно уходить вглубь полуострова и к Сесту, оставляя корабли на берегу. Несмотря на то, что спартанцы не приняли бой, афиняне не сменили позицию и не двинулись в более безопасный Сест. В предыдущие годы афиняне так бы и сделали, но на этот раз, по мнению Штрауса, стратеги, памятуя об участи стратегов-победителей при Аргинусах, побоялись гнева народа за потерю Лампсака. Афиняне ежедневно в течение четырёх дней пытались вызвать Лисандра на бой, но тот оставался в гавани, отдав капитанам своих кораблей строгий приказ быть в полной готовности, но оставаться на месте. Из этого афиняне сделали ошибочный вывод об отсутствии боевого духа у противника.
В первый день противостояния Лисандр построил свои корабли у берега носами к противнику, дав, однако, своим подчинённым строгий приказ не вступать в бой. Когда афинский флот подплыл к спартанскому строю кораблей, те остались на месте, несмотря на унизительные насмешки афинян, вызывавших спартанцев на бой. Перед заходом солнца афинские корабли ушли на свою базу, и афиняне преисполнились презрения к противнику, который, как они полагали, не смел выступить против них. Лисандр отпустил своих моряков на берег лишь после того, как высланный им разведывательный патруль в составе двух или трёх кораблей подтвердил высадку афинских моряков на берег.
То же самое повторилось и на второй день, и на третий, и на четвёртый, только теперь афинские корабли уходили домой всё раньше и раньше, как бы выполнив свой дневной долг рутинным вызовом противника на бой. Этому также способствовала нехватка провианта на афинском флоте, побуждавшая моряков много времени тратить на поиск продовольствия.
Алкивиад, живший неподалёку в своём замке, отправился к афинянам. Согласно Ксенофонту, он посоветовал стратегам переправить флот в гавань Сеста, не предлагая помощи. Получив отказ, он просто удалился. По мнению Г. Уайли, это не похоже на Алкивиада. Учитывая его прошлое, вряд ли можно объяснить причины его приезда только патриотическими чувствами. По Диодору, он предложил допустить его к участию в командовании с тем, чтобы вместе с союзными ему фракийцами вступить в битву на суше или вызвать Лисандра на бой на море. Таким образом, он хотел славной победой получить прощение у афинского народа. Но стратеги отказали, полагая, что в случае поражения нести ответственность будут они, а в случае победы все почести достанутся Алкивиаду. Кроме того, стратеги могли засомневаться, что Алкивиад способен выполнить свои обещания: ему вряд ли удалось бы заставить Лисандра принять бой, фракийцы находились по другую сторону пролива, и для того, чтобы они могли напасть на спартанцев, их нужно было переправить на другой берег. Также местные персидские сатрапы вряд ли сидели бы сложа руки, если бы орда фракийцев начала переправляться на их земли. Непот в целом следует версии Диодора, но у него Алкивиад высказывает свои предложения именно Филоклу. Особенно яростно сопротивлялись участию Алкивиада Тидей и Менандр.
Время работало на Лисандра, однако он должен был уничтожить или каким-либо образом нейтрализовать афинский флот, чтобы продолжить кампанию. Начинать битву в условиях равенства сил для него было рискованно. Поэтому он предпочёл ждать, когда афиняне начнут испытывать серьёзные проблемы с продовольствием или потеряют бдительность. Возможно, здесь было замешано предательство. Г. Уайли предполагает, что Алкивиад был подкуплен Лисандром. Он вряд ли надеялся на то, что его предложения примут, так как большинство стратегов (кроме Адиманта и Эрисимаха) были его политическими противниками. Лисандр, по мнению Уайли, желал вызвать разногласия в афинском лагере. К сожалению для Лисандра, предложения Алкивиада быстро отвергли. Кроме того, Павсаний и Лисий прямо обвиняют его в предательстве. Также в античных источниках называются и другие подозреваемые в предательстве: Тидей, Адимант и Эрисимах. Конон и Филокл находятся вне подозрений: первый — из-за его характера, второй — из-за его последующей судьбы (он был казнён Лисандром).

## Сражение
Спартанцы не принимали боя, и афиняне исполнились презрения к ним и стали беспечными. У стратегов не было плана, который мог бы изменить ситуацию. Поддерживать дисциплину в сложившихся условиях было непросто, к этому прибавлялось и раздельное командование, и возможные конфликты между стратегами, неизбежные спустя год после суда над стратегами, победившими при Аргинусах.

### Версия Ксенофонта
По версии Ксенофонта, на пятый день пребывания афинян у Эгоспотам Лисандр отдал разведчикам другой приказ: убедившись в высадке афинян на берег, они должны были как можно быстрее плыть к своим и на середине пути подать сигнал щитом. Капитанам своих кораблей Лисандр приказал держать гребцов на кораблях в полном порядке и в случае сигнала ударить по афинскому флоту как можно быстрее. 
Всё произошло именно так, как запланировал Лисандр: спартанские разведчики, заметив, что афиняне оставили корабли в поисках продовольствия, подали флоту сигнал щитом. Спартанские корабли быстро преодолели расстояние до афинян и с криком и шумом ударили по ним. По подсчётам Б. Штрауса, спартанцы могли преодолеть это расстояние за 22 или даже 10 минут. Э. Робинсон, ссылаясь на проведённые испытания кораблей, приходит к выводу, что спартанцы не могли преодолеть это расстояние за 10 минут, а цифра 22 минуты выглядит более реалистичной.
Единственным оставшимся настороже оказался афинский стратег Конон, который увидел подплывающих пелопоннесцев и поднял тревогу. Собрать весь флот ему не удалось, так как афиняне уже разбрелись по берегу, отправились на рынок, спали в палатках либо готовили завтрак. Конон успел собрать экипажи только восьми кораблей, даже рискнул доплыть до противоположного берега, захватил там большие паруса, оставленные Лисандром, чтобы усложнить спартанцам погоню. Опасаясь гнева афинского народа, он бежал на юг и попросил убежища у кипрского царя Эвагора. Удалось уйти и правительственному кораблю «Паралу». Спартанцы их не преследовали, занятые захватом основной части афинского флота. Таким образом, если верить Ксенофонту, как такового морского сражения не было — большую часть кораблей (как минимум 140) спартанцы захватили пустыми. Согласно Ксенофонту, у Конона тогда было девять кораблей, в том числе «Парал». Афинский флотоводец бежал на Кипр с восемью кораблями, а «Парал» отплыл в Афины, чтобы сообщить новость о поражении.
Этому противоречат данные из речей оратора Лисия, который на тот момент был в Афинах. Также и в речах Исократа упоминается морское сражение. По мнению исследователя А. Капеллоса, такое умолчание Ксенофонта было преднамеренным, с целью показать некомпетентность Филокла, который в начале кампании был уверен в скорой победе, но в итоге не смог предвидеть нападение Лисандра и был захвачен в плен.

### Версия Диодора
Версия Диодора отличается от версии Ксенофонта. Согласно Диодору, стояние двух флотов продолжалось намного дольше.
Поскольку враг отказывался принять морской бой, и голод охватил армию, Филокл, осуществлявший командование в этот день, приказал триерархам снарядить триеры и следовать за ним, тогда как он с 30 триерами, заранее подготовленными, вышел в море. Лисандр, узнав об этом от каких-то перебежчиков, вышел со всеми своими кораблями в море и принудил Филокла повернуть к остальным кораблям и преследовал его. Так как афиняне ещё не разместились на триерах, возникла полная неразбериха, связанная с неожиданным появлением неприятеля. Лисандр, обнаружив смятение в стане врага, поспешно высадил на берег Этеоника с пешим войском, чтобы он начал сражение на суше. Он быстро воспользовался удобным моментом и захватил часть лагеря, в то время сам Лисандр расположил все свои триеры в линию, стал бросать железные крючья на афинские корабли и принялся отрывать их от берега.
Диодор не объясняет, почему Филокл сделал такой манёвр с небольшой частью флота. Вне зависимости от того, было морское сражение или не было, большую часть афинских судов спартанцы захватили на пляже. Возможно, морская битва была выдумана с целью скрыть некомпетентность стратегов и плохую дисциплину у моряков. Но Эрисимах говорил, что он нанёс ущерб противнику в бою, а потом уплыл домой. Вполне возможно, что морской бой был, так как текст Диодора вызывает некоторые вопросы: почему в то время, как Филокл совершал манёвр, остальные стратеги были не готовы к бою? Существуют три версии относительно мотивов Филокла:
1. Он так пытался заставить Лисандра вступить в бой; то есть, это был обычный каждодневный манёвр афинян[50].
2. Он хотел заманить спартанцев в засаду[50][63][64]. Это та же тактика, которая принесла афинянам победу при Кизике и которую они пытались неудачно использовать при Нотии.
3. Он хотел увести корабли в Сест[65][66][50].

Д. Каган предложил объединить два предположения: Филокл планировал заманить спартанцев в засаду ложным манёвром в сторону Сеста. Лисандр, который увидел небольшую часть флота, мог предположить, что афиняне совершили ту же ошибку, что и при Нотии. Напав на Филокла, Лисандр в этом случае подвергся бы нападению остальной части флота. Однако ничто не говорит о том, что у афинян был такой план, поскольку это потребовало бы от них секретности, дисциплинированности и тщательной координации. Э. Робинсон предположил, что две версии можно совместить, дополнив краткий рассказ Ксенофонта более подробными деталями Диодора.
Вероятно, когда Филокл поплыл совершать свой манёвр, Конон, как опытный флотоводец, понимая, что спартанцы могут нанести внезапный удар, был настороже и успел привести в боевую готовность 8 кораблей. Согласно Диодору, от Эгоспотам успели избежать захвата врагом и уплыть десять кораблей под командованием Конона.

## Последствия
Какими бы ни были детали сражения, его исход не вызывает сомнений — афиняне потерпели сокрушительное поражение и потеряли почти весь флот.
После всего произошедшего Лисандр, с незначительными потерями уничтоживший большой афинский флот и захвативший их лагерь, с захваченными кораблями под звуки флейт и победных песен отплыл в Лампсак. Туда же он, согласно Ксенофонту, переправил корабли, пленников и добычу. Эта деталь вызывает сомнение у Г. Уайли. Это было бы для Лисандра серьёзной проблемой, связанной с необходимостью транспортировки большого количества военнопленных, которых затем он казнил или отпустил. Захваченные корабли, по всей вероятности, были уничтожены. Также он отправил милетского пирата Феопомпа в Спарту с известием о сражении, украсив его корабль дорогим оружием и захваченными трофеями. Феопомп прибыл в Спарту уже через три дня.
В определении количества пленных афинян данные Ксенофонта и Диодора также не согласуются. По Диодору, большая часть афинян бежала в Сест. Согласно же Ксенофонту, почти все афиняне, кроме тех, которым удалось бежать, были захвачены в плен, в том числе Филокл и Адимант. Лисандр организовал военный совет вместе с союзниками для того, чтобы обсудить, что делать с пленными афинянами. Обычно Лисандр принимал такие решения, руководствуясь холодным прагматичным подходом. В дальнейшем он отпускал всех захваченных афинян в Афины для того, чтобы при осаде города увеличить голод и тем самым ускорить падение города. Однако на этот раз судьбу пленных решили союзники, которые сильно пострадали от действий афинян и возросшей к концу войны жестокости. В итоге всех захваченных афинских граждан, кроме Адиманта, было решено казнить. Адимант был помилован из-за того, что он единственный выступил против постановления афинского народного собрания о том, чтобы всем захваченным пленным отрубали правую руку. Также существует версия, что он был предателем. Позднее, как нам известно из речей Демосфена, Конон обвинял его в предательстве. Филокл же и был инициатором этого постановления. Ему спартанские союзники вменили в вину и то, что когда до этих событий он захватил коринфский и андросский корабли, то бросил в пропасть экипажи этих кораблей.
Количество казнённых упоминается у Плутарха (3000 человек) и Павсания (4000 человек) . Эти цифры выглядят вполне реалистичными. По расчётам Уайли, всего в афинском флоте было 36 тысяч человек, из них 6 тысяч под командованием Филокла утонули или были взяты в плен, около 2 тысяч человек уплыли с Кононом, а остальные 28 тысяч человек находились где-то на суше. Уайли сомневается в том, что массовая казнь имела место. Согласно Диодору, казнён был только Филокл.
Поражение при Эгоспотамах окончательно подорвало мощь Афин. Силы афинян были исчерпаны — не осталось ни флота, ни воинов, ни денег, ни надежд на спасение. К тому же Лисандр не дал афинянам времени восстановить силы после понесённого поражения.
Он сразу же начал рейд по городам-союзникам Афин, свергая там демократические проафинские группировки и устанавливая проспартанскую власть. Византий и Халкидон сдались спартанцам; афиняне оказались отрезанными от поставок продовольствия из Чёрного моря, что должно было привести к голоду. Чтобы ещё более ухудшить продовольственную ситуацию в Афинах, Лисандр приказал всем афинским гражданам, находившимся в союзных городах, вернуться в свой полис, пригрозив казнить любого афинянина, который попадётся спартанцам за пределами города. Вскоре войска пелопоннесцев под командованием обоих спартанских царей и их флот окружили Афины и после многомесячной осады измором принудили их к капитуляции, завершив тем самым Пелопоннесскую войну.